# FDP-Bundesparteitag 1960
Koordinaten: 48° 46′ 45″ N, 9° 10′ 10,2″ O
Den Bundesparteitag der FDP 1960 hielt die FDP vom 28. bis 29. Januar 1960 in Stuttgart ab. Es handelte sich um den 11. ordentlichen Bundesparteitag der FDP in der Bundesrepublik Deutschland.

## Verlauf

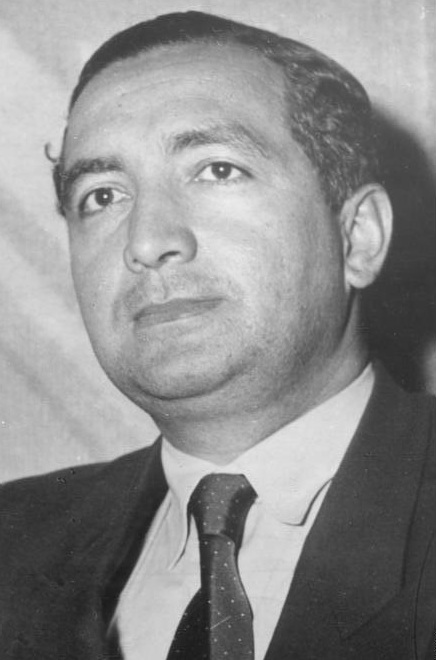
Erich Mende (1961)

Wichtigster Tagesordnungspunkt war die Wahl von Erich Mende anstelle von Reinhold Maier zum Bundesvorsitzenden. Maier wurde einstimmig zum Ehrenpräsidenten gewählt. In der Hauptrede des Parteitags äußerte sich der neue Vorsitzende Mende vor allem zur Berlin-Frage.

## Bundesvorstand
Dem Bundesvorstand gehörten nach der Neuwahl 1960 an:
| Vorsitzender                 | Erich Mende |
| Stellvertretende Vorsitzende | Hans Lenz, Oswald Adolph Kohut, Heinrich Schneider |
| Schatzmeister                | Hans Wolfgang Rubin |
| Beisitzer                    | Ernst Achenbach, Karl Atzenroth, Ewald Bucher, Thomas Dehler, Wolfgang Döring, Otto Eisenmann, Walter Erbe, Hans-Günter Hoppe, Herta Ilk, Eduard Leuze, Hans Schäfer, Walter Scheel |
| Vertreter der Landesverbände | Wolfgang Haußmann (Baden-Württemberg), Albrecht Haas (Bayern), William Borm (Berlin), Georg Borttscheller (Bremen), Edgar Engelhard (Hamburg), Wolfgang Mischnick (Hessen), Carlo Graaff (Niedersachsen), Willi Weyer (Nordrhein-Westfalen), Fritz Glahn (Rheinland-Pfalz), Paul Simonis (Saarland), Bernhard Leverenz (Schleswig-Holstein) |
| Ehrenpräsidenten             | Marie-Elisabeth Lüders, Reinhold Maier |
| Mitglied per Amt             | Jan Eilers (Stellv. Vorsitzender der Bundestagsfraktion) |